# 杉田車站 (福島縣)
杉田車站（日语：／ Sugita eki */?）是一由東日本旅客鐵道（JR東日本）所經營的鐵路車站，位於日本福島縣二本松市杉田町1丁目，是東北本線沿線的一個無人車站。在業務上，杉田車站是由仙台支社負責管轄。

## 車站結構
對向式月台2面2線的地面車站。各月台以跨線天橋連接。由於月台位於彎道的中間，停車時列車會大幅傾斜。

### 月台配置
| 月台 | 路線      | 方向 | 目的地   |
| ---- | --------- | ---- | -------- |
| 1    | ■東北本線 | 下行 | 福島方向 |
| 2    | ■東北本線 | 上行 | 郡山方向 |

## 相鄰車站
東日本旅客鐵道
■東北本線
本宮－杉田－二本松

## 外部連結
- （日語）杉田車站（JR東日本） （页面存档备份，存于）